# Nia Peeples
Nia Peeples, née le 10 décembre 1961 à Hollywood, en Californie, aux (États-Unis), est une actrice, productrice, réalisatrice, scénariste, compositrice et chanteuse américaine.

## Biographie
Nia Peeples est née à Hollywood, en Californie. Elle est la fille de Joan Elizabeth, une danseuse de flamenco, et de Robert Eugene Peeples. Elle grandit à West Covina. Ses grands-parents maternels sont des immigrants des Philippines. Elle a des origines espagnole, française et allemande. Son père est d'origine britannique, irlandaise, amérindienne, et d'ascendance italienne.
Après avoir interprété Sydney Cooke dans Walker, Texas Ranger, l'actrice joue dans plusieurs pilotes de séries comme Arwin!, Alpha Mom, Special Unit, Crazy Love, Odd Jobs, Real Life, The Chang Family Saves the Worlde, The Coven et House Broken mais aucun ne sera commandé.

## Filmographie

### Actrice

#### Cinéma
- 1987 : Ultime épreuve (North Shore) : Kiani
- 1989 : M.A.L., mutant aquatique en liberté (DeepStar Six) : Scarpelli
- 1992 : I Don't Buy Kisses Anymore de Robert Marcarelli : Theresa Garabaldi
- 1994 : Improper Conduct : Bernie
- 1994 : XXX's & OOO's : Sasha Townes
- 1998 : Blues Brothers 2000 : Lieutenant Elizondo
- 2000 : Seul avec son double (Alone with a Stranger) : Beth Jenkins
- 2001 : Bruised : Michelle
- 2001 : The Riff : Heather Anderson
- 2002 : Mission Alcatraz (Half Past Dead) : 49er Six
- 2005 : Firedog : Haley (voix)
- 2005 : Inside Out : Maria

#### Télévision
Séries
- 1983 : Hôpital central (General Hospital) : Carla Escobar
- 1983 : Des jours et des vies (Days of Our Lives) : Mallory
- 1983 : Jake Cutter (Tales of the Gold Monkey) : Zita Henriques (saison 1, épisode 12)
- 1983 : Le Juge et le Pilote (Hardcastle and McCormick) : Une serveuse (saison 1, épisode 12)
- 1983 - 1986 : Fame : Nicole Chapman (saisons 4 à 6)
- 1984 : Hooker (T.J. Hooker) : Maria Dominguez (saison 3, épisode 21)
- 1989 : Matlock : Morgan Gerard (saison 3, épisode 12)
- 1990 : Brigade de choc à Las Vegas (en) (Nasty Boys) : Serena Cruz (7 épisodes)
- 1993 : Lonesome Dove : La Loi des justes (Return to Lonesome Dove) : Agostina Vega
- 1994 : Highlander : Nefertiri (saison 2, épisode 18)
- 1994 : Les Anges du bonheur (Touched by an Angel) : Angela Evans (saison 1, épisode 4)
- 1995 : Courthouse (en) : Veronica Gilbert
- 1997 : Crisis Center (en) : Lily Gannon
- 1997 : Demain à la une (Early Edition) : Sœur Marie-Alice (saison 2, épisode 6)
- 1999 - 2001 : Walker, Texas Ranger : Sydney Cooke (saisons 7 / 8 et 9)
- 2004 : Division d'élite (The Division) : Sandra Prestiss (saison 4, épisodes 21 et 22)
- 2004 : Andromeda : Rox Nava (saison 4, épisode 12)
- 2007 - 2009 : Les Feux de l'amour (The Young and the Restless) : Karen Taylor
- 2010 - 2017 : Pretty Little Liars : Pam Fields
- 2014 : Longmire : Adele Chapman (saison 3, épisode 5)
- 2017 : The Fosters : Susan

Téléfilms
- 1989 : Bikini Collection (Swimsuit) : Maria
- 1990 : Perry Mason : La dernière note (The Case of the Silenced Singer) : Cathy Redding
- 1994 : Une femme en péril (My Name Is Kate) : Annie
- 1995 : Deadlock 2 (Deadlocked: Escape from Zone 14) : Allie Thompson
- 1996 : Phase terminale (Terminal) : Janet Reardon
- 1996 : Bloodhounds II : Nikki Cruise
- 1996 : 88 Visages (Mr Stitch) : Dr Elizabeth English
- 1997 : Le Fantôme d'Halloween (Tower of Terror) : Jill Perry
- 1998 : Embrouille à Poodle Springs (Poodle Springs) : Angel
- 2005 : Péril en Altitude (Sub Zero) : Kelli Paris
- 2006 : Trahison au sommet (Connor's War) : Amanda
- 2009 : L'Amour aux deux visages (Citizen Jane) : Evelyn
- 2011 : Last Days of Los Angeles (Battle of Los Angeles) : Capitaine Karla Smaith
- 2012 : Werewolf : La Nuit du loup-garou (Werewolf : The Beast Among Us) : Vadoma
- 2012 : Un plan diabolique (A Dark Plan) : Marta
- 2015 : Lavalantula : Olivia West

### Productrice
- 2002 : Treading Water
- 2006 : Connors' War, de Nick Castle (Vidéo)

### Réalisatrice
- 2002 : Treading Water

### Scénariste
- 2002 : Treading Water

### Compositrice
- 2005 : Firedog